# Марку-де-Канавезеш
Ма́рку-де-Канаве́зеш (порт. Marco de Canaveses; МФА: [ˈmaɾ.ku dɨ kɐ.nɐ.ˈve.zɨʃ], Ма́рку-ди-Канаве́зиш) — муніципалітет і місто в Португалії, в окрузі Порту. Розташований у північно-західній частині країни, на теренах історичної португальської провінції Дору-Міню. Належить до Портуської діоцезії Католицької церкви в Португалії. Права міського самоврядування має з 1852 року. Поділяється на 30 парафій. За адміністративним поділом, чинним до 1976 року, був складовою провінції Берегове Дору. Площа муніципалітету — 201,89 км², населення муніципалітету — 53450 ос. (2011); густота населення — 264,75 осіб/км²
. Патрон — Діва Марія. Святковий день муніципалітету — 8 вересня. Поштовий індекс — 4630.  Код місцевої адміністративної одиниці — 1307. Складова статистичного регіону Північ.

## Назва
- Марку-де-Канавезеш (порт. Marco de Canaveses, стара орфографія: порт. Marco de Canavezes)

## Географія
Марку-де-Канавезеш розташований на північному заході Португалії, на півдні округу Порту.
Марку-де-Канавезеш межує на півночі з муніципалітетом Амаранте, на сході — з муніципалітетом Байан, на півдні — з муніципалітетом Сінфайнш, на південному заході — з муніципалітетом Каштелу-де-Пайва, на заході — з муніципалітетом Пенафієл.

## Склад муніципалітету
В муніципалітет входять такі райони:
| - Алпендурада-і-Матуш - Аріш - Авессадаш - Банью-і-Карвальоза - Конштансе - Фавойнш - Фольяда - Форнуш - Фрейшу - Магрелуш | - Маньунселуш - Маурелеш - Паредеш-де-Віадореш - Пасуш-де-Гайоле - Пенья-Лонга - Ріу-де-Галіньяш - Розен - Санде - Санту-Ізідору - Соальяйнш | - Собретамега - Сан-Лоренсу-ду-Дору - Сан-Ніколау - Табуаду - Торран - Тотоза - Віла-Боа-де-Кіреш - Віла-Боа-ду-Бішпу - Варзеа-да-Овель-і-Алівіада - Варзеа-ду-Дору |

## Населення
| Кількість мешканців | Кількість мешканців | Кількість мешканців | Кількість мешканців | Кількість мешканців | Кількість мешканців | Кількість мешканців | Кількість мешканців | Кількість мешканців | Кількість мешканців | Кількість мешканців | Кількість мешканців | Кількість мешканців | Кількість мешканців | Кількість мешканців | Кількість мешканців |
| ------------------- | ------------------- | ------------------- | ------------------- | ------------------- | ------------------- | ------------------- | ------------------- | ------------------- | ------------------- | ------------------- | ------------------- | ------------------- | ------------------- | ------------------- | ------------------- |
| 1864                | 1878                | 1890                | 1900                | 1911                | 1920                | 1930                | 1940                | 1950                | 1960                | 1970                | 1981                | 1991                | 2001                | 2011                |                     |
| 23 820              | 25 398              | 27 564              | 28 188              | 29 480              | 30 293              | 32 354              | 36 888              | 38 400              | 39 270              | 42 125              | 46 131              | 48 133              | 52 419              | 53 450              |                     |

## Персоналії
- Кармен Міранда (1909-1955) — бразильська співачка, танцюристка, акторка португальського походження.